# Square Florence-Blumenthal
Ne doit pas être confondu avec Rue Florence-Blumenthal.
Pour les articles homonymes, voir Florence Blumenthal et Blumenthal.
Le square Florence-Blumenthal est un square du 13e arrondissement de Paris, dans le quartier de la Gare.

## Situation et accès
Le site est accessible par le 93, rue du Château-des-Rentiers et par la rue Sthrau.
Il est desservi par la ligne 14 à la station Olympiades.

## Origine du nom
Il rend hommage à Florence Blumenthal, née Florence Meyer (1873-1930), philanthrope américaine d’origine juive.